# 1687 Glarona
1687 Glarona је астероид главног астероидног појаса. Приближан пречник астероида је 33,93 ,
а средња удаљеност астероида од Сунца износи 3,159 астрономских јединица (АЈ).
Инклинација (нагиб) орбите у односу на раван еклиптике је 2,637 степени, а орбитални период износи 2051,702 дана (5,617 година). Ексцентрицитет орбите астероида износи 0,180.
Апсолутна магнитуда астероида износи 10,25 а геометријски албедо 0,121.
Астероид је откривен 19. септембра 1965. године.